# Marek Švec
Marek Švec (Havlíčkův Brod, 17 febbraio 1973) è un lottatore cecoslovacco, dal 1993 ceco, specializzato nella lotta greco-romana.

## Biografia
È nato a Havlíčkův Brod, all'epoca città della Cecoslovacchia. Ha gareggiato per il PSK Olymp Praha.
Oltre ai suoi numerosi successi sia nel campionato mondiale che in quello europeo, è stato, assieme a David Vála, uno dei due lottatori greco-romani della Rep. Ceca a disputare tre edizioni dei Giochi olimpici estivi.
Ha fatto il suo debutto ufficiale alle Olimpiadi estive di Atlanta 1996, dove ha raggiunto la sua prima top ten, piazzandosi ottavo nel torneo della lotta greco romana, categoria dei -90 kg.
Alle Olimpiadi estive di Sydney 2000, ha gareggiato nel torneo dei 97 kg, classificandosi ultimo, dopo aver perso contro lo statunitense Garrett Lowney, senza ricevere alcun punteggio tecnico, e il russo Gogi Koguashvili.
Ai Giochi olimpici di Pechino 2008 si è qualificato per la categoria maschile da -96 kg. Durante il torneo ha sconfitto con il punteggio di 3-1, Kaloyan Dinchev, nel primo turno preliminare, ed il georgiano Ramaz Nozadze, medaglia d'argento ad Atene 2004, nel quarto di finale. In semifinale he perso contro il russo Aslanbek Khushtov. Avendo perso nella semifinale, si è qualificato per l'incontro con la medaglia di bronzo, ma è stato sconfitto ai punti dal kazako Asset Mambetov. Si è quindi classificato quinto nel torneo. Tuttavia nel novembre 2016 il kazako Asset Mambetov, originariamente arrivato terzo, è risultato positivo allo stanozolol a seguito di controanalisi effettuate sul campioni prelevati otto anni prima ed è stato squalificato per decisione del CIO. La FILA quindi nel 2017 ha riattribuito le medaglie, consegnando a Švec il bronzo.
Non si è qualificato ai i Giochi olimpici di Londra 2012 a causa di una lesione al gomito. Ha quindi terminato la sua carriera.

## Palmarès
- Giochi olimpici

Pechino 2008: bronzo nei -96 kg;
- Mondiali

Gävle 1998: argento nei -97 kg
Guangzhou 2006 argento nei -96 kg
Baku 2007: bronzo nei -96 kg
- Europei

Haparanda 2004: bronzo nei -96 kg
Mosca 2006: bronzo nei -96 kg
Vilnius 2009: bronzo nei -96 kg